# George Kobaladze
George Kobaladze (24 de maio de 1976) é um halterofilista Canadense, campeão dos Jogos de Gommonwealth de 2014 que foram realizados na Escócia. Kobaladze obteve inúmeros sucessos em prestigiados concursos internacionais de levantamento de peso na categoria Superpesado (+ 105kg), includindo: 
•	Medalha de prata nos Jogos Pan-Americanos de 2015 - Toronto, Canadá;
•	Medalha de ouro nos Jogos da Commonwealth de 2014 – Glasgow, Escócia;
•	Medalha de prata no Campeonato pan-americano de 2013 – Ilha Margarita, Venezuela.
•	Medalha de prata no Campeonato pan-americano de 2012 – Antigua, Guatemala.
•	Medalha de Bronze nos Jogos Pan-Americanos de 2011 – Guadalajara, México.
•	Medalha de Bronze nos Jogos da Commonwealth de 2010 – Deli, Índia.
George Kobaladze conquistou por 7 vezes o Campeonado Canadense e 5 vezes o o título de Melhor  Levantador de Peso Masculino do Canadá - (2014, 2013, 2012, 2011 and 2009).
Atualmente o atleta detém  o recorde canadense e o recorde dos Jogos da Commonwealth na categoria acima de 105 kg:
| 175 kg | arranque        | 18 de maio 2014 - Campeonato Canadense |
| 227 kg | arremesso       | 18 de maio 2014 - Campeonato Canadense |
| 402 kg | total combinado | 18 de maio 2014 - Campeonato Canadense |

| 229 kg | no arremesso       | 31 de julho 2014 (o recorde dos Jogos da Commonwealth) |
| 400 kg | no total combinado | 31 de julho 2014 (o recorde dos Jogos da Commonwealth) |

Kobaladze é o primeiro halterofilista Canadense a levantar 500 libras (227 kg) e o primeiro Canadense a ultrapassar o resultado final de 400 kg no total combinado.
O Montrealense também participou no popular Festival “Arnold’s Classic Sport”, onde ele subiu para o 2º lugar na “Sinclair Formula”.

## Quadro de resultados
| Ano  | Competição                           | Classe de peso | Marca  | Classificação |
| ---- | ------------------------------------ | -------------- | ------ | ------------- |
| 2015 | Jogos Pan-Americanos de 2015, Canadá | +105 kg        | 376 kg | 2             |
| 2014 | Campeonato mundial, Cazaquistão      | +105 kg        | 394 kg | 16            |
| 2014 | Jogos da Commonwealth, Escócia       | +105 kg        | 400 kg | 1             |
| 2013 | Campeonato mundial, Polónia          | +105 kg        | 397 kg | 11            |
| 2013 | Campeonato pan-americano, Venezuela  | +105 kg        | 389 kg | 2             |
| 2013 | Arnold Classic, Estados Unidos       | +105 kg        | 397 kg | 2             |
| 2012 | Campeonato pan-americano, Guatemala  | +105 kg        | 390 kg | 2             |
| 2011 | Campeonato mundial, França           | +105 kg        | 389 kg | 19            |
| 2011 | Jogos Pan-Americanos, México         | +105 kg        | 393 kg | 3             |
| 2010 | Jogos da Commonwealth, Índia         | +105 kg        | 386 kg | 3             |
| 2010 | Campeonato mundial, Turquia          | +105 kg        | 377 kg | 19            |
| 2009 | Campeonato mundial, Coreia do Sul    | +105 kg        | 378 kg | 14            |